# Angelo Saraceno
Angelo Saraceno (Morbegno, 1908 – Milano, 1995) è stato un dirigente d'azienda e banchiere italiano ed esponente del Partito Socialista Italiano.

## Biografia
Terzo di cinque figli, nacque in Valtellina da Francesco (siracusano e sottufficiale degli Alpini) e Orsola Lombardo. Lavorò nella Compagnia fiduciaria di Milano  presieduta da Franco Marmont. Dopo avere rifiutato l'iscrizione al partito fascista si legò alla Resistenza e durante la Repubblica di Salò, a Milano, ove dirigeva la industria OM (Officine Meccaniche), frequentó ambienti antifascisti. Nel 1944 fondò il giornale clandestino "Edificazione Socialista"  insieme a Sandro Pertini, Guido Mazzali e Virgilio Dagnino. In rappresentanza del Partito Socialista fu uno dei componenti della Commissione Economica (presieduta da Cesare Merzagora) del C.L.N. Alta Italia. Nell’immediato dopoguerra assunse la direzione generale dei cantieri Ansaldo di Genova. 
Vicino a Rodolfo Morandi, segretario del Partito socialista fra il 1945 e il 1946, Saraceno fu, insieme a Giovanni Pirelli, uno dei fondatori dell’Istituto di Studi Socialisti Rodolfo Morandi. Fu considerato un "industrialista" cosí come Morandi e Renato Panzieri, mantenendo una posizione equidistante fra socialismo riformista e socialismo massimalista. Fu legato da amicizia con gli antifascisti Gaetano Salvemini e Ernesto Rossi sotto la cui presidenza Saraceno fu consigliere delegato dell'A.R.A.R. (Azienda Rilievo Alienazione Residuati) l'ente creato da Ferruccio Parri nel 1945 allo scopo di vendere i materiali bellici abbandonati dagli alleati.
Nel dopoguerra fu un sostenitore delle esperienze dei movimenti dei cattolici di sinistra insieme a Felice Balbo e a Giorgio Ceriani Sebregondi e fu attivo sostenitore della esperienza di Nomadelfia di don Zeno Saltini. Partecipó attivamente alla esperienza culturale della libreria Corsia dei Servi di Milano ove si legò  ai frati serviti Camillo De Piaz e David Maria Turoldo. Negli anni sessanta e settanta, come direttore generale e consigliere delegato della Banca Popolare di Milano, collaborò con lo storico esponente del Partito d'Azione Adolfo Tino e con Enrico Cuccia, rispettivamente presidente e direttore generale di Mediobanca, la maggiore banca d'affari italiana. 
In seguito, fu presidente della Interbanca e successivamente presidente della industria alimentare Motta. Suo fratello fu Pasquale Saraceno, noto economista meridionalista e fondatore della SVIMEZ.